# Flipper (musikgrupp)
Flipper är ett hardcore/punk-band från San Francisco, Kalifornien, bildat 1979.

## Medlemmar
Nuvarande medlemmar
- Bruce Loose - sång, bas (1979-idag)
- Ted Falconi - gitarr (1979-idag)
- Steve DePace - trummor, bakgrundssång (1979-idag)
- Rachel Thoele - bas (2009-idag)

Tidigare medlemmar
- Will Shatter - sång, bas (1979-1987)
- Ricky Williams - sång (1979)
- Bruno DeSmartass - bas (1983, 2005-2006), gitarr (1983)
- John Dougherty - bas (1990-1993)
- Krist Novoselic - bas (2006-2009)

## Diskografi
Studioalbum
- Album - Generic Flipper (1982) Subterranean Records (SUB25)
- Gone Fishin' - (1984) Subterranean Records (SUB42)
- American Grafishy - (1990) Def American
- Love - (2009) MVD Audio

Livealbum
- Blow'n Chunks - (1984) ROIR (A126)
- Public Flipper Limited Live 1980-1985 - (1986) Subterranean Records (SUB53)
- Nürnberg Fish Trials - (1991) Musical Tragedies
- Live At CBGB's 1983 - (1997) Overground
- Fight (2009) MVD Audio

Singlar
- Love Canal / Ha Ha Ha (1980) Subterranean Records
- Sex Bomb / Brainwash (1981) Subterranean Records
- Get Away / The Old Lady that Swallowed the Fly (1982) Subterranean Records
- Some Day / Distant Illusion (1990) Subterranean Records
- Flipper Twist / Fucked Up (1992) Matador Records/Def American
- Sex Bomb Remix / Sex Bomb Remix (1993) Fear and Loathing

Samlingsalbum
- Sex Bomb, Baby! - (1988) Subterranean Records (SUB59)